# 県道112号 (台湾)
県道112号（けんどう112ごう）は、桃園市観音区から同市大渓区を結ぶ、全長28.800kmの台湾の県道である。台1線と重複区間がある。

## 通過する自治体
- 観音区
- 中壢区
- 平鎮区
- 八徳区
- 大渓区

## 接続する道路
- 台15線
- 県道115号
- 台15線
- 台37線
- 台1線
- 県道110甲線
- 県道113号
- 県道113甲線
- 県道112甲線
- 台3線

## 支線

### 甲線
県道112号甲線（けんどう112ごうこうせん）は、桃園市大渓区を結ぶ（別称国道3号大渓IC連絡線）、全長2.118kmの台湾の県道である。

#### 通過する自治体
- 大渓区

#### 接続する道路
- 県道112号
- 台66線
- 国道3号（大渓IC）
- 台3線